# Tomáš Lichovník
Tomáš Lichovník (* 25. února 1964 Olomouc) je český soudce, v letech 2012 až 2014 místopředseda Krajského soudu v Brně a v letech 2008 až 2014 prezident Soudcovské unie ČR. Od roku 2014 do roku 2024 byl soudcem Ústavního soudu ČR.

## Život
Vystudoval brněnskou právnickou fakultu, kde v roce 1988 získal titul doktora práv v oboru pracovního práva. Mezi roky 1986 až 1991 pracoval jako podnikový právník u ČSD – Správy střední dráhy v Olomouci a pak u Stavebního podniku Žďár nad Sázavou. Roku 1992 byl jmenován soudcem, působil u Okresního soudu ve Žďáru nad Sázavou, kde se v roce 1994 stal předsedou. Dne 22. listopadu 2008 nahradil ve funkci prezidenta Soudcovské unie Jaromíra Jirsu, roku 2012 byl přeložen ke brněnskému krajskému soudu a jako místopředseda vedl jeho jihlavskou pobočku. Specializuje se na občanské právo.
V dubnu 2014 jej prezident Miloš Zeman navrhl za soudce Ústavního soudu, dne 29. května 2014 získal v Senátu 51 hlasů od 58 přítomných senátorů a jeho kandidatura tak byla schválena. Následně byl 19. června 2014 prezidentem republiky do funkce jmenován.